# Edward A. Kull
Edward A. Kull (10 de dezembro de 1885 – 22 de dezembro de 1946) foi um diretor de fotografia e diretor de cinema norte-americano. Ele trabalhou em 101 filmes entre 1916 e 1946. Ele também dirigiu 43 filmes entre 1919 e 1938.
Ele nasceu em Illinois e morreu em Hollywood, Califórnia.

## Filmografia parcial
- The Face in the Watch (1919 - dirigido)
- The Vanishing Dagger (1920 - dirigido)
- The Diamond Queen (1921 - dirigido)
- Terror Trail (1921 - dirigido)
- With Stanley in Africa (1922 - dirigido)
- King of the Wild (1931)
- Murder at Dawn (1932)
- The Savage Girl (1932)
- The Penal Code (1932)
- High Gear (1933)
- The New Adventures of Tarzan (1935)
- Man's Best Friend (1935 - dirigido)
- Law of the Wolf (1939)
- Riders of the Sage (1939)
- Fangs of the Wild (1939)
- Guns of the Law (1944)
- Brand of the Devil (1944)
- Marked for Murder (1945)